# Jardín Botánico de la Universidad de Urbino

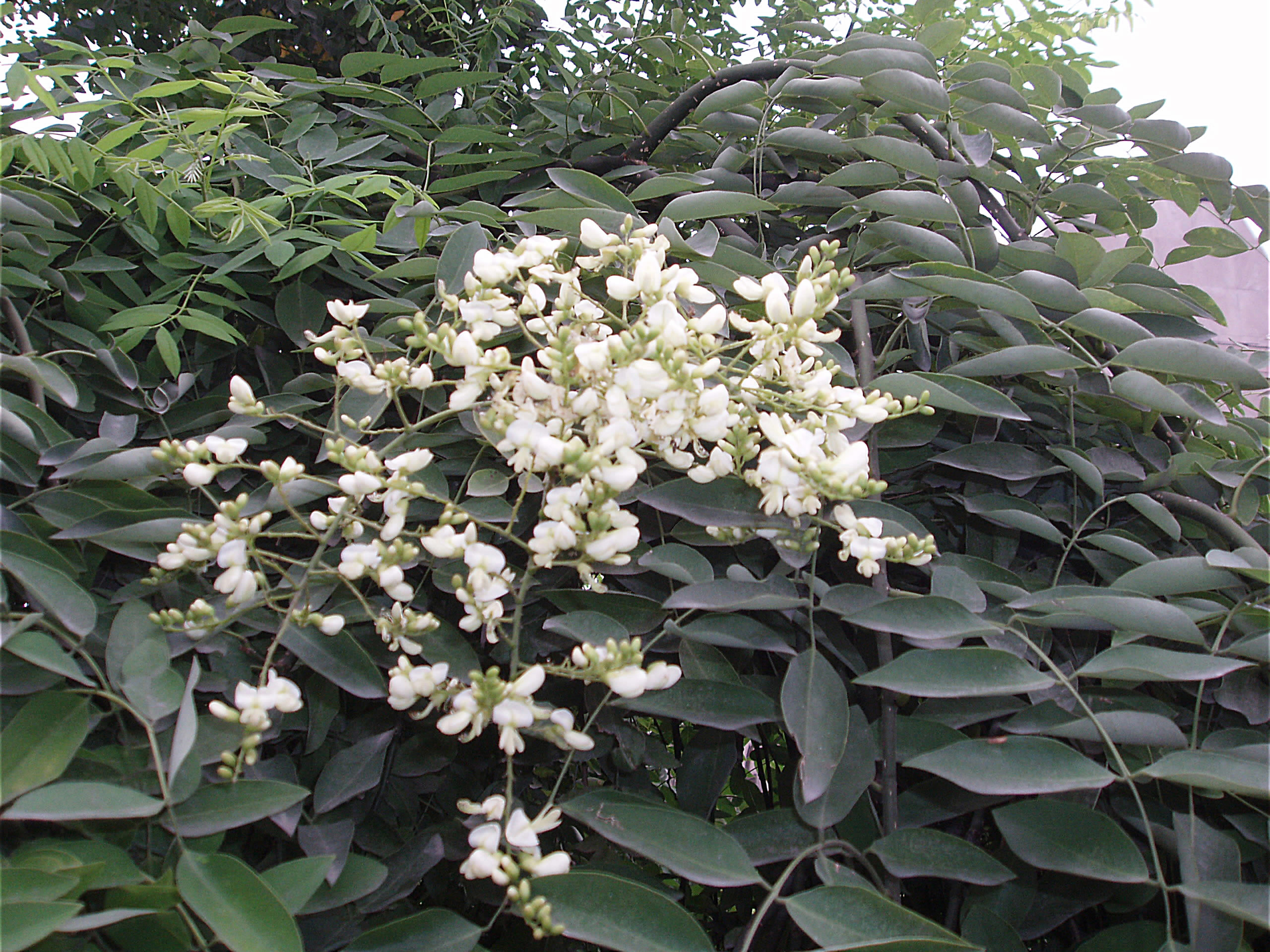
Flores del árbol pagoda (Styphnolobium japonicum), especie presente en el "Orto Botanico dell'Università di Urbino".

El Jardín Botánico de la Universidad de Urbino (en italiano: Orto Botanico dell'Università di Urbino también denominado como Orto Botanico "Pierina Scaramella") es un jardín botánico de 2,200 m² de extensión, administrado por el "Istituto di Botanica dell'Universita di Urbino" de la Universidad de Urbino, en Urbino, Italia. Su código de reconocimiento internacional como institución botánica, así como las siglas de su herbario es URBIN.

## Localización
Orto Botanico dell'Università di Urbino Istituto di Botanica e Orto Botanico Via Bramante 28, I-61029 URBINO (PS) Urbino, Provincia di Pesaro e Urbino, Marche, Italia.43°45′12.6″N 12°36′15.48″E / 43.753500, 12.6043000
La entrada es gratuita.

## Historia
El jardín fue creado en 1809 por Giovanni De Brignole. 
Un gran invernadero fue construido en 1811, y su primer catálogo de plantas data de 1812 en el que se listaban 2731 especies.

## Colecciones
Actualmente  el jardín botánico está diseñado en dos secciones principales con árboles en la parte más elevada y en la inferior lechos rectangulares de cultivos. 
Alberga plantas medicinales y  ornamentales tal como Ailanthus glandulosus, Styphnolobium japonicum, y plantas de las familias Cycadaceae y Gymnospermae. 
Entre los árboles se incluyen Acer pseudo−platanus, Fagus sylvatica, Fraxinus excelsior, Liriodendron tulipifera, Quercus ilex, y Taxus baccata..